# Igen, Bulgária!
Az Igen, Bulgária! (bolgárul: Да, България!, Da Balgarija!) 2017 elején, Bulgáriában  alapított párt. Elnöke Hriszto Ivanov. A párt a 2019-es európai parlamenti választásokon is elindult, ahol egy mandátumot szerzett az Európai Parlamentben.
A párt antikorrupt politikát folytat és nyíltan EU-párti.

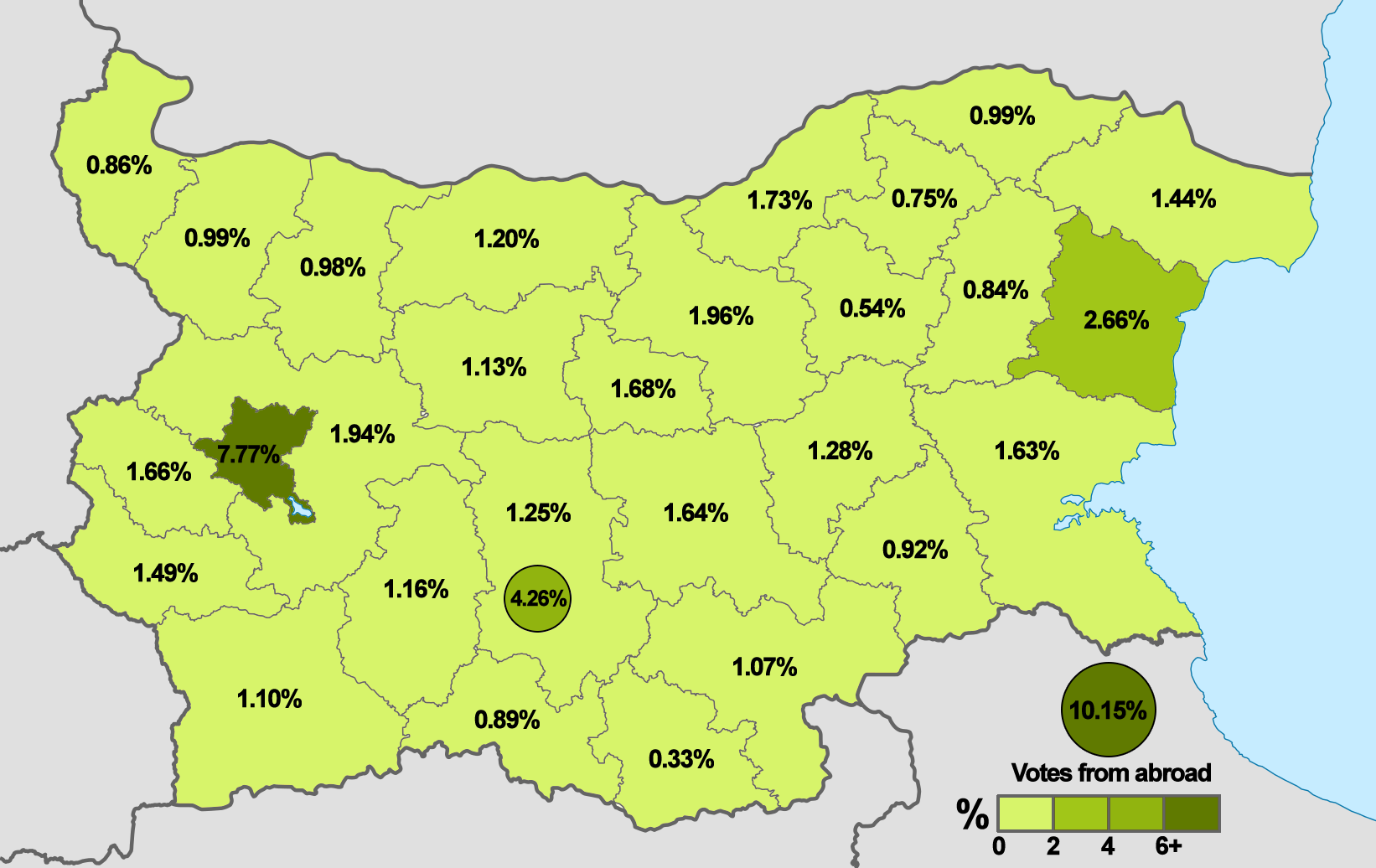
A párt 2017-es választási eredményei megyékre bontva

## Választási eredmények
| év    | szavazatarány | mandátumszám | szavazatszám | státusz       |
| ----- | ------------- | ------------ | ------------ | ------------- |
| 2017  | 2,96%         | 0            | 101 217      | nem jutott be |
| 2021+ | 6,28%         | 7            | 166 968      | kormánypárt   |

+ a Demokratikus Bulgária eredménye, melynek vezető ereje az Igen, Bulgária!
| év    | szavazatszám | mandátumszám | szavazatarány |
| ----- | ------------ | ------------ | ------------- |
| 2019+ | 118 484      | 1            | 6,06%         |

+ a Demokratikus Bulgária eredménye, melynek vezető ereje az Igen, Bulgária!